# Khaliban
Khaliban (nepalski: खालीवन) – gaun wikas samiti w zachodniej części Nepalu w strefie Lumbini w dystrykcie Palpa. Według nepalskiego spisu powszechnego z 2001 roku liczył on 1187 gospodarstw domowych i 6379 mieszkańców (3420 kobiet i 2959 mężczyzn).